# アホリズム
『アホリズム aphorism』は、宮条カルナによる日本の漫画作品。

## 作品概要
スクウェア・エニックス刊『月刊ガンガンWING』で2008年8月号より連載されていたが、同誌の休刊に伴い、2009年4月よりウェブコミック配信サイト『ガンガンONLINE』へ移籍し、2016年1月まで『第1（壱）部』として連載された。『月刊少年ガンガン』2018年7月号から2019年11月号まで、本編から17年前（2019年）にあたる前日談『弩アホリズム』（どアホリズム）が連載された。さらに、2018年7月9日より『ガンガンONLINE』において、本編から13年前にあたる田中ひかる作画による前日談『堕アホリズム』（だアホリズム）が連載開始した。
2022年3月21日より『ガンガンONLINE』で第弐部の連載が再開されている。
2012年8月現在、単行本は累計60万部を突破している。
楽しい高校生活を夢見て田舎から出てきた主人公六道黄葉が入学した楢鹿高等学校は、生徒が自身が持つ文字を使って「神蝕」と呼ばれる試練に立ち向かっていくスクールデイズサバイバルである。戦いの中には過激な描写も多い。表題の「aphorism」は「格言」の意で、各話のタイトルは「始」「黒」のように全て漢字一文字で表される。尚、単行本五巻のおまけ四コマ漫画やガンガンONLINEよりリンクされているアホリズム用語辞典では格言ではなく「警句」と表記されている。

## 登場人物

### 1組
六道黄葉（ろくどう もみじ） 「変」
本作の主人公。身長が低く、地味で冴えない自分に嫌気が差し、「変」わることを望んで楢鹿高校へ入学する。
小心者で、特に戦う力を持つことも無い臆病者だが、「変」わりたいという願いと意思は強固で、蝕を経る度に強く、勇敢に成長していく。意外に行動力があり、いざという時には命も賭ける。心優しく人徳があり、日向を中心にしたグループでは、日向と並ぶ中心人物となっている。
寮では日向と相部屋。その関係で普通の学校生活では日向と一緒にいることが多い。アイラには恋愛感情があるらしいが、第一印象のせいもあって、恋愛対象として見られていない。
文字は左手の甲に「変」（発音時は「へん」）。能力は知っている人に変身すること。身長、及び声帯まで同じにできる。だが、変身しても文字の能力まで変身することはできない（黄葉が袴田に変身しても、一度死亡したら蘇ることはない）。潤目から字の使い方を教わってからは物を別の物に変化させる能力も使うようになる。また、黄葉が危機にさらされたとき、黄葉とは容姿、人格とも違う「もう一人の黄葉」が現れ、驚異的な能力を発揮する。この人格が現れているときの記憶は黄葉にはない。この時、脱出不可能と言われた隔離型蝕の「開かずの間」を破ったため、生き残りの生徒たちから注目されることとなる。
朝長との抗争では、辰巳達に助力していたのが朝長にばれてしまい、朝長に付くことを拒んだ腹いせも兼ねてか、「盗」の力によって心臓を奪われてしまう。「もう一人の黄葉」により、自力で死体遺棄場所へ行くトラックから脱出、楢鹿高校へ舞い戻り、朝長の心臓を奪ったことで蘇生した。トラック移送の際、夢の中のような場所で、もう一人の黄葉と対面している。
「国」で現代より、数十年昔に生まれる予定であったが、黄葉の母親である紅子が、クリシュナによる魂の継承を受け入れたため、数十年の胎内期間を経て、現代に生まれた事を知る。その後、偽ヤマにクリシュナが殺害され、自身も死ぬ一歩手前まで追いつめられるが、本物のヤマから神の力を継承し偽ヤマの文字を無効化する。
しかし、「裁」による審判で朝長の心臓が残っていた事が災いし、地獄に落とされてしまうが…。
クリシュナ
黄葉が「変」わることができる謎の人物。黒髪で長身かつ端正な顔立ち。この姿の間、左手の「変」の文字は消える。黄葉の知らない人物らしく、「始」時での状況からして、本来の文字の力としてはイレギュラーな存在。本人曰く、「神の仲間」で、黄葉のことは「黄葉くん」「大将」と呼ぶ。
性格は極めて天然で、平常時は温厚。戦闘時では、余裕を持った態度で仲間を安心させる。情がない訳ではなく、朝長とりょうが辿ってきた人生を想像して同情してみせたが、それ以上に黄葉を守るという目的意識が強く、その目的を達するためならばどこまでも冷酷で残忍になれる。一方、現代人としての一般常識はあまりない様子（匂い付きケシゴムを食べる、服のまま風呂に入る等）。
初めて見たアイラの刀を使いこなすなど、驚異的な身体能力を持つ。しかし彼の力としては序の口で、「龍」の開かずの間を破る、心臓を失った黄葉と交代し、死体遺棄場所への運送中に自力で脱出し、楢鹿に帰るなど、最早超人というだけでは説明がつかない。「夢」での朝長との戦いでは頭を割られても平然としており、斬り飛ばされた腕を引っ付けたり、巨大な剣を召喚したり、最後には「夢」の力を奪い、朝長の精神体を束縛した。「夢」脱出後、朝長の心臓を奪って、自身の失った心臓の代わりにする。
実はヤマの息子。元々、空の島で暮らしていたが、島が何者かの襲撃を受けて地上に落とされる。瀕死だったところを黄葉の母親・紅子に発見されて胎児の黄葉に自分の魂を移す。紅子や黄葉から幸せな人生を奪ったことに対して強い罪悪感があり、黄葉を守るという目的意識はここからきている。
「国」で黄葉に神の力を継承させようとするが、偽ヤマの妨害に遭い殺害される。「国」の攻略後、梅里によって黄葉と分離し「黒」の文字を手に入れて子供の姿で復活するが、「裁」の試練で地獄に落とされてしまった。
ペン太
「始」に襲われた黄葉が、怯えて最初に「変」わった姿。頭に葉っぱが生えた小さなペンギンのぬいぐるみであり、生き物ではないが動き回ることも出来る。以降、驚いた時や落ち込んだ時などにこの姿に「変」わるようになる（気分が変わると戻る）。元のイメージは黄葉のキーホルダーの人形。辰巳曰く「軽くてフカフカ」。
比良坂アイラ（ひらさか アイラ） 「刀」
本作のヒロイン。黄葉とは入学式の際に楢鹿へ向かう道程で出会い、打ち解ける。
実直で心優しい性格の少女。実家が「比良坂一刀流」という剣術の家系で、5歳という幼少の頃から刀の修行を行って来た。その際に「強い心を持て」と教えられ、辛い戦いにおける心の拠り所、または戦いの心得として果敢に立ち向かっていく。しかし、楢鹿の実態のことも知らず、あくまで一般人として育ったためか、恐怖や不安に押し潰される、普通の女の子らしい弱いところを見せることも。
黄葉に好かれているが、全く気づいておらず、天然な思わせぶり発言で彼に勘違いさせている。ちなみに、彼女自身は黄葉に好意があっても恋愛感情はないらしく、どちらかと言えばもう一人の黄葉に惹かれている節がある。ただ、どちらの黄葉であっても仲間として大切に思っている。
ノアと相部屋。仲間内では、最も常識人的な価値観を持っているため、バランサーのようなポジションに居る。人当たりが良い性格のため、仲が良い生徒は多い。佐伯北斗・南斗の双子とは妙な縁があり、今まで2度起こった隔離型では、どちらともこの2人と当たり、会話する度にイライラさせられている。係も同じ。本人曰く、「呪われている」。
文字は右手首（手の甲側）に「刀」。能力は刀を出現させること。出現する刀は柄の部分が異様に長く、薙刀に近い形状をしている。幼少から剣を修めてきたため、武器を出現させる能力者の中では技術で勝っているが、比良坂一刀流が「心・技・体」のうち「心」を重要視する流派なためか、精神的な弱さを見せ、実力を出せなくなる場面が多くある。一方で、精神的に万全の状態なら能力で上回る相手を下すことができるほどの実力を発揮する。
日向三十郎（ひなた さんじゅうろう） 「智」真の文字は、｢欺｣
1組の生徒の一人で、黄葉のルームメイト。
元から楢鹿のことを知って入学した一人で、初日に黄葉と出会った際には大量の入学生が死んだにも拘らず、「始」を「面白かった」という、不謹慎かつ全く動揺していない発言をした。
基本的に飄々としており、打算的かつ腹黒い性格。仲間のことを手駒として見ている場面が多い。実際博識で頭も良く、コネも多いため、有事の際には仲間内で話をまとめ上げるリーダー役を務める。しかし計算高いなどと言うには少々締まらないところが多く、美濃やノアにはバカにされたり、内心下に見ているはずの黄葉にもナメられたような発言をされる始末。結局は、周囲の仲間達とほぼ対等な関係を築いている。仲間内でも、話の中心になるのは日向だが、人が集まるのは黄葉の力のようなものである。だが、実際に能力とも合わせた分析・戦略能力は高く、蝕の際には指示役に徹する。
文字は首根元の左側に「智」。能力はこれまでの楢鹿の歴史で出現した蝕のデータを検索し、詳細を調べることができる。また、新しく出現した蝕のデータを追加する。戦闘能力はなく、仲間に情報を提供することで有利に触から生き残ることを旨とする。
楢鹿の卒業生である姉を持ち、その「学園の管理職」という仕事柄、「蝕、文字の力、学則」など、楢鹿の内部事情に非常に詳しくなる環境に置かれていた。また、管理職である姉に、楢鹿で起こった問題を報告する義務・権利があるらしい。この報告によってもたらされる効果は微妙なところ。
黄葉やアイラとはクラスや部屋の縁を持ち、よく一緒にいるようになる。ノア、美濃とは楢鹿に入学する前からの友人で（ノアとは中学、美濃とは小学校からのつき合い）、「政府組」として行動を共にしており、仲が良い。しかし、三者三様一筋縄ではいかない性格なので、揉め事も多い。袴田に対してはほぼ完全に駒扱いで、正体が見えない敵には袴田をぶつけて調べようとする。袴田が朝長に瀕死にさせられた時、能力で蘇らせるために屋上から落として殺し直した。美濃の感想は「ムゴい」。
ズル賢くて保身的な面が目立つが、本当は非常に仲間思い。朝長に黄葉が殺された際には、恐れているはずの姉に暴言を吐き、「夢」で辰巳が広末に堀へ突き落とされた時にも激怒した。また、「政府組」としての本人なりの正義感もあり、誰よりも早く4組の異常に気付き、打倒・解決に乗り出すなど行動力も高く、抗争に辰巳と尊川を巻き込んだことを謝罪した。
4組との抗争の最後、「夢」から脱出した後に、もう一人の黄葉と心臓を抉り出された朝長を目撃。以降、もう一人の黄葉、ひいては黄葉を警戒するようになる。それでも本心では黄葉の事を友人だと思っており、その後に前述の事を黄葉に謝罪しようとするも、生来のひねくれた性格のためなかなか出来ずにいた。そうしている内に、黄葉の方から「こんな自分でも協力する」と言ってきたため、結局彼が謝罪することはなかった。
英語を除く4教科の成績はいい方ではあるが、英語だけが11点と壊滅的。黄葉から英語を教わる事もあったが、あまりの不出来さに黄葉が半ギレ状態になった。
実は本来の文字は「欺」で、能力は「智」を含めた複数の文字に変化させることができる。偽ヤマは自分以外に複数の文字を使う相手に敵意を持つので普段は「智」にして隠していた。
コミックスの巻末「あほりずむ的蛇足講座」では、先生役を務める。広末の事が嫌い。

袴田進（はかまだ しん） 「蘇」
長身で大柄、髪は金髪に染めていると思われる、如何にも不良じみた生徒。実際、口調は乱暴、短気で、非常に手が出やすい。しかし、楢鹿の実態をある程度知った上で、文字に「蘇」を選ぶ辺り、根は小心者で臆病。そして、命懸けで黄葉を助けようとしたり、4組と戦ったりする辺り、決して悪人ではない。
久我と同じ中学の出身で、部屋も相部屋。前の中学にいた頃から久我に暴力を振るっていたらしく、「龍」では久我に見捨てられる。久我に対しては「逃げっ放し」と語り、しかし自分も変わらないと思っているようで、久我が気に入らないのはそんな自分と被るから、そして内心ではそんな自分に嫌気が差していることがうかがえる。
初日の夕食時に初めて黄葉と出会うが、実際に交流を持ったのは隔離型「龍」発生時。最初は黄葉にも拒絶的な態度だったが、「龍」に立ち向かう黄葉を見てからは、心を開き始める。「龍」脱出後は、なあなあで日向たちとつるむことになる。
基本的に、仲間内では存在そのものを軽く扱われるギャグキャラ的な立ち位置になる。事実、死んでも生き返るので、ある意味他生徒より命は軽い。ちなみに上記の通り臆病者である部分から、黄葉からは共感を抱かれ、日向からは利用価値を感じられている。
文字は右ふくらはぎに「蘇」。能力は袴田が死んだ時に発動し、自動で蘇生させる。何度でも発動できるらしく、これまでにも何度も一時的に死んでは死体回収されそうになった。非常に強力な能力で、頭部が吹き飛んでも完璧に再生し、無敵に近い力を発揮する。文字の選考理由は「危ないところだと聞いていたから死にたくないな」と思って。この能力は日向に大いに利用されており、新たな驚異が現れる度に、その能力を検証するための実験台にされそうになる。なお、死ななければ発動しない点から、虫の息のとき（死にかけている）には蘇生できないため、その時に日向に高所から落とされて殺された時もある。ちなみに、死んでから生き返るまでの死亡状態はちゃんと死亡者にカウントされ、死亡状態の時に生徒数が3の倍数であれば、しっかり隔離型が発生する。
正田エコ（しょうだ エコ） 「愛」
1組の生徒で伝達係。天然で非常に明るい性格。初めての学校が楢鹿であったことから、学校というものを色々と勘違いしていたりと、少々世間知らずな部分が目立つが、「且」に対して自分から立ち向かっていくなど勇敢な一面も見られる。4組との戦いから日向たちと行動を共にしているが、状況を理解していない節がある。
文字は額に「愛」。能力は、ハート型の謎の固形物を打ち出したり、天使や愛を司るであろう謎の神々の超巨大な像を出現させ敵を潰すなど、正田のイメージのせいなのか少々型破り。
坂崎志絵（さかさき しえ） 「炎」
文字は右掌に「炎」。能力は炎を使う物（マッチ、トーチ、キャンプファイヤーなど）をイメージすることで、大小さまざまな炎を出現させる。初日に「始」を相手に力を使うが、炎を使う物をイメージせず、直接炎を具現化させたため失敗し、手に大火傷を負う。その出来事がトラウマとなり、以後能力を使わない。「水」の蝕の際に自分の「炎」を他の生徒から必要とされても拒んでいたが、4組の生徒の「壁」と「囮」の力で早乙女とともに隔離、拘束されてしまい、強制的に戦わされてしまう。集中攻撃の中、必死で戦う早乙女を見て戦うことを決意、彼女のアドバイスのもと力をコントロールすることに成功する。順調に炎を大きくしていき、2人で喜んでいたところ、早乙女が背後から「水」の凶刃を受け死亡してしまい、激昂。力を一気に解放し、撃破する。
その後、どうしているのか分からない状態が続いたが、「花」出現時に再度登場。「花」を燃やそうと試みるが失敗。この時点で力を使うことに対しての恐怖はなくなっているようではあるが、「水」の一件からか周りの生徒に対して心を閉ざしているような表情も見受けられる。
佐伯北斗・佐伯南斗（さえき ほくと・さえき なんと） 「矛」「盾」
双子の兄弟。北斗が兄で「矛」、南斗が弟で「盾」の文字を持つ。「矛」は文字通り矛を出現させ、「盾」は発動と同時に目玉のような球体を数個出現させ、それらが動くことによって描かれる光の盾によって攻撃をガードする。
2人とも全く同じ顔をしている上に、表情も変わらないため、見分けがつかない。いつもどちらか一方が眼鏡をかけているが、どちらかがつければもう一方が外す、どちらかが外せばもう一方がつけるを日々繰り返すため、眼鏡をかけているかどうかで両者を見分けることもできない（本編では2人を区別するため、眼鏡をかけている方が南斗とされている）。常に2人で同じ内容のことを別の言い回しで言い合い、どちらが正しいか議論している。元々は仲が良かったが、5年前に妹の果歩が事故で亡くなってから気持ちが通じ合わなくなった。人を生き返らせる命簿の噂を聞き楢鹿へ入学する。命簿を手に入れるが、ヤマの策略でどちらかが命を落とさなければいけない状況になり、南斗に果歩のことをたくし北斗自ら犠牲になり死亡する。
佐伯果歩（さえき かほ）　「矛」
北斗と南斗の妹。「北斗くん」「南斗くん」と、兄2人のことを君付けで呼んでおり、子供さながらの純粋な性格。
北斗・南斗が楢鹿に入学する5年前に川に落ちて亡くなっており、2人が楢鹿に入学するきっかけになった。
命簿により北斗の命と引き換えに生き返るが、命簿で生き返った者は、その代償で死んだ者の身代わりとなっており、北斗の文字である「矛」が宿っているほか、生前は見えなかった空の島が見えるようになり、他生徒同様、学校から卒業するまで出られない上、蝕も受けなければならない。
子供であるため、戦闘能力は皆無であるが、死んだ北斗と意思の疎通をするような描写があり、生前北斗がつかっていた矛を出すことが出来る。
早乙女あや（さおとめ あや） 「音」
文字は「音」。能力は笛を吹くことで発生する音波で防壁を張り、近づいたものを破壊するというもの。しかし全方位に対応しているわけではなく、敵の数が多いと防ぎ切れない。寮では坂崎と同室であり、トラウマから閉鎖的になっている彼女を気遣い、食事を部屋に持って行き2人で食べる等、友達想いな一面がかいま見える。「水」が襲ってきた際、4組の生徒の「壁」、「囮」の力によって、坂崎とともに隔離、拘束されてしまう。なかなか力を使えない彼女を励ましつつ、「音」の力で必死に戦うが、坂崎が力をコントロールできるようになったことを喜んでいたところに、背後から「水」の凶刃を受け、絶命する。
青島ぱっち（あおしま ぱっち） 「鳥」
文字は「鳥」。能力は渡り鳥が飛んで来たり、鴨が泳いでいたり、本人もよく分かっていない様子。というのも、入学式当日、担任の御堂の目つきの悪さにビビってしまい、考えてきた文字をド忘れしてしまったため、自らが好きな「鳥」を書いた模様。綿津見颯也と同部屋。常に特徴的な形の帽子を身に着けており、蛇足講座伍によると「元気っ子」らしい。同じクラスの正田エコと仲がいい。
小野梅里（おの ばいり）  「黒」
文字は右手の甲に「黒」。常に無表情な少女。能力は地面に「黒の門」と呼ばれるものを開き、その中から怪物の姿になった死者を出現させ、使役する。特徴的な話し方をし、黄葉を「小さき物」と言い、二人称は「そなた」。魂魄と会話し、同室のエコ曰く「その間は話しかけちゃダメ」。
正体は「小野篁」で本物のヤマとも面識がある（ヤマは日本では閻魔のことを指す）。「国」で偽ヤマに操られて黄葉を襲うが、黄葉が文字を無効化したことで解放されて偽ヤマに止めを刺す。そのまま死亡するが、クリシュナに「黒」の文字を渡し生き返らせる。
綿津見颯也（わだつみ そうや） 「魅」
文字は「魅」。能力は不明。青島ぱっちと同部屋。足の付け根あたりまで届く長髪。タバコ、化粧、マニキュア、アクセサリーなど、校則を完全に無視した格好をしており、部屋では下着のみで過ごしている。同室の青島からは姉さんと呼ばれている。巨乳で、アイラ曰く「何を食べたらああ育つのか」。
加藤光希（かとう みつき） 「消」
文字は「消」。能力は字の通り対象物（人物も）を「消」えた状態にする。本当に存在そのものが消えるわけではないので、隠すという方が近いかもしれない。なお、「消」されている人物はその間は何も出来ない。
軽薄そうな外見だが、良識人。以前購買で財布を忘れた際、居合わせた日向がジュース代を出したことを恩として、日向にいい様に使われる。加えて、蛇足講座伍の生徒のクラス分け一覧図にも登場しておらず、扱いは少々不遇。中学生時代は「ミッキー」と呼ばれていた。

### 2組
篠原ノア（しのはら ノア） 「弓」
2組の生徒の一人。元々、楢鹿の実態を知りながら入学した生徒の一人だからか、比較的動揺することは少なく、大人びた物言いや行動を取り、怯える他の生徒を励ます余裕を見せる。女子の中ではリーダー格。
キツイ物言いや短気な性格など難はあるが、他人を思いやれる優しさと心の強さを持つ女性。アイラとは同室で仲が良く、入学2日目には不安で潰れかけたアイラを慰めた。日向、美濃とは同じ中学出身で仲が良く、楢鹿でもよくつるんでいるが、腐れ縁だからか、この2人には情け容赦ない発言をすることが多い（特に日向）。また、中学時代の振る舞いからか、日向・美濃両名から非常に恐れられている。
楢鹿に来る前に日向から文字の力や触についてかなり深いところまで教わっており、本人には及ばないものの、このサバイバルについての知識は相当なもの。日向が居ない場面では、彼女が指針となって状況を打破する場面もある。
文字は「弓」。武器を出現させる系統の文字のひとつで、弓と矢を出現させる。この際、矢は一本ずつだがいくらでも出現させることができ、弓本体は和弓では無く、アーチェリー型。楢鹿に来る前からやっていたのか、かなり腕は良く、「龍」では美濃が「点」で示した非常に小さな的を、一射で難無く射抜いた。
久我守（くが まもる） 「一」
2組の生徒の一人。背が低く、ネガティブで内向的な少年。
卑屈で後ろ向きな性格。何も知らずに楢鹿に来て、いきなり死と隣合わせな状況に放り込まれたため、精神的に不安定であり、初日の夕食時も豪華な食事を見て「最後の晩餐だ」と呟いて泣き出すなどしている。
袴田とは中学が同じらしく、寮の部屋も同じ。しかしその性格からか、中学時代は袴田にイジメられていたらしく、お互いに憎み合っている。それは言い争いになった際、彼が「蘇」の力で生き返ることができることを知ってか知らずか、ハサミで胸を突き刺すという暴挙に出ているほど。
「龍」の蝕が起きた際、黄葉、袴田と同じ空間に飛ばされ、共に白い龍の試練を受ける。その時、龍の戯れ言である「ここから出られるのは2人だけ」というのを本気にし、黄葉に鍵を取ったら袴田を置いて行こうと提案する。その後、龍を倒し鍵を手に入れた際、木の下敷きになってしまった黄葉と、それを助けようとする袴田を見捨て、一人出口に向かうが、その行動が龍を怒らせ、黒い龍の裁きの炎を受け、絶命する。
文字は左頬に「一」。能力は不明。初日に文字を考えている時、線を一本引いて考えていたら時間になってしまい、「一」になってしまったらしい。作中では一切能力を使うことなく死亡したが、能力が使えなかった尊川がイメージを得て使用可能になったことから考えて、イメージ次第で彼も何らかの力を使えたことが推測される。
ルディ・F・如月 「銃」
文字は「銃」。能力は銃を具現化させること。インド人。
蘇芳元子（すおう もとこ）
2組の生徒で風紀委員。

### 3組
美濃由利（みの よしとし） 「点」
文字は「点」。能力は敵の急所（弱点）を見つけること。日向、ノアの2人とは同じ中学出身であり、仲が良い。戦闘の際には、日向の能力で敵を判別し、美濃の能力で急所を見つけ、ノアが弓で急所を攻撃するという連携も見せている。
童顔だが、日向より性格が悪いらしく、美濃自身も否定していない。実際に、後述の女装の件で日向の気持ちを知っていながらいびるなど性格の悪さを見せているが、日向ほど自分勝手ではない。幼少期より人に甘えて苦労を避ける癖があり、時々自分でも気にしている。成績優秀でテストでは日向以上の点数をとっている。
小学4年の誕生日までは、母親の意向（女の子を育てたいという願望）から「ユーリ」という名で事実上女装して生活していた。可愛らしい外見で男子にモテる上、同時に化粧もしていたことからクラスの女子からいじめを受けることも多かった。誕生日前日に日向に助けられ、日向もどうやら惚れていた様子で、誕生日当日に花束をプレゼントしようとしていたが、今まで女装だったことを知り、日向はじめクラス全員が驚きを隠せなかったという。日向曰く「オレはますますひねくれた性格になった」。
横川鉄平（よこかわ てっぺい） 「予」
3組の生徒で風紀委員。文字は「予」。能力は未来の情報を聞くことができる。ギャンブル好きで卒業したら能力で富豪になることを夢見ている。

### 4組
朝長出（ともなが いづる） 「盗」
4組の生徒。「水」襲撃時に日向が存在に気づいた、4組の異様な集団性を作り上げた「首謀者」。
入学初日、文字を得た際力を試すため、担任の眼球を奪い、窓の外に転落させ殺害。その後、担任に代わって4組を支配することを宣言し、生徒に自身への絶対服従を迫る。見せしめとして逃げようとした者の足を奪い、その後「始」の怪物に食わせる。その他、逃げようか迷っていた女子生徒の脳を奪い、殺害。現在、その恐怖政治のもと、4組を支配している。人を殺すことに何の躊躇いもなく、自身に背いたり裏切ったりした者は躊躇なく始末する。4組の秘密を日向にばらした辰巳の声帯を奪い、喋れなくしてしまう。同時に、辰巳と共に朝長から離反した尊川の眼球を奪い、辰巳のことを見ることができなくした。
その目的は、兄を殺した学校に対する復讐である。9歳離れた兄「悟（さとし）」が楢鹿に進学したまま、卒業した後も帰って来ず、たまに家にかかる電話の兄が大好きだった野球のことも忘れてしまったため、違和感を持ち、インターネットや図書館を使って兄の行方の真相を探し始める。この時、掲示板の書き込みに「決起」というタイトルを発見し、遺族の集会に参加し、楢鹿の犠牲になった生徒たちの死体が集められる巨大遺棄場を発見する。それからは、学校にも通わず、遺棄施設に毎日侵入し、7年もの歳月を経て兄の遺骨を発見する。それが丁度高校の進路を決める時期であり、学校への入学、そして復讐を決意する。
実は楢鹿での凶行は、学園の管理を担う人間へのアプローチでもあり、非道に走ることで学校上層部を動かすことが狙いだった（この場合は日向が行った管理官である姉への報告と協力要請である）。
非道で冷酷、抜け目ない性格だが、自分の思い通りにならないことに対して癇癪を起こしたり、自分以外の人間を見下し、自分の絶対性を信じるなど、幼稚とさえ言える身勝手さを持つ。また、自分が見下してる「他のゴミ」たちが自分に怯えて踊り、争い合うのを楽しんでいる節もある。しかし、どれだけ歪んでいても、兄に対する気持ちは本物である。
入学当初から様々な非道を尽くし、自分に有利な展開を作ってきたが、隔離型触「夢」でもう一人の黄葉と戦い、右腕を斬り飛ばされる。一時はりょうが庇ったため逃げることができたものの、すぐに倒れたりょうを保護した黄葉に追いつかれ、「夢」の支配者に成り代わった黄葉に「夢」の中に幽閉される。その後、現実では黄葉が心臓を奪い自分の物としたが、「夢」に閉じ込められる際に「まだ終わらない」ことを叫び続けた。
文字は額（左目の上）に「盗」。能力は、選んだ対象から朝長が望んだ部分を手中に瞬間移動させること。範囲も広く、教室の前から一番後ろまで届くほど。使用にはいくつか制限があり、視認出来る対象にしか発動できない。ただし、見えずとも対象の持ち物であれば発動可能（臓器や手の中に隠したものなど）。また、日向曰く、必ず射程距離がある模様。さらに「盗」むものは手で掴むことができるものに限り、「盗」むというイメージが必要なため、手が無い、もしくは何らかの理由で使えない状態だと、能力発動は困難。
辰巳大助（たつみ だいすけ） 「戟」
4組の生徒で、朝長の取り巻きの一人。4組では「朝長に最も忠実」と言われており、自己保身のために積極的に朝長に協力していた。が、それはあくまで朝長に対する恐怖心からであり、内心では朝長の支配、または朝長に強要される卑劣非道を非常に嫌っており、罪の意識に苛まれる。
「水」の一件で、志絵と早乙女に行った仕打ちで日向に目を付けられ、脅迫めいた尋問をされ、4組の実情の一部を話してしまったために、朝長に喉を潰されてしまう。これ以降、完全に4組（朝長の派閥）とは離反し、朝長討伐のために日向たちと行動を共にする。
基本的に保身的な性格で、朝長に密告がバレるまでは自分の命優先で行動していた。一方で、大切なもののために死の恐怖に抗って立ち向かう勇敢さも持っており、単純に臆病者とも言い切れない。本人は秘密にしているが、可愛いもの好きで、ペンギン化した黄葉のことを非常に気にしている。
尊川のことが好きらしく、4組にいた頃から能力が使えない彼女を守って戦い、普段の生活でも一緒にいることが多い。朝長との抗争でも、何かと彼女の身を気遣っており、信頼は厚い。尊川も辰巳を想って行動することが多く、相思相愛だと思われる。
文字は「戟」。能力は戟を出現させる。この戟はハルバードのような形状をしており、形状的にかなり重量がありそうなのだが、それを片手で軽く扱う。大多数の武器使いの能力者が出現させるのは1振りなのに対し、辰巳は2振り出現させる。
尊川しずな（みことがわ しずな） 「正」
4組の生徒で、朝長の取り巻きの一人。しかし、朝長に従っているというよりは、朝長に従う辰巳についていると言った方が印象的には適切だと思われる。入学前は楢鹿の実態を知らなかった。
下記に詳細しているが、能力が使えず、暴力を好まない性格のために、蝕や他の生徒に対して無力。有事の際には辰巳に守られてここまで生き残ってきたため、辰巳を慕い、献身的に接する。一方で脅威に対し、辰巳に頼るしかない自分を恥じてもいる。辰巳が朝長を裏切った際には、心から辰巳を心配し、彼とともに日向たちについた。
争いごとに向かない穏やかな性格だが、辰巳のためにもなると思い、朝長の支配下で行動していた。愛称は「ミコ」「ミコちゃん」。大沢を始めとした4組女子の中ではそれなりに友好関係を築き、好かれていた模様。
辰巳の離反後はアイラたちに保護されることになるが、朝長の取り巻きたちに護衛となっていた1組メンバーを連れ出され、その間に朝長に眼球を奪われ、失明する。
文字は「正」。文字を決める儀式の際「戦うための文字と聞いて、「正」しいことをすればいいのかな」という理由で決めたが、「正」という文字になんのイメージも持てなかったために、能力の使用ができなかった。しかし、もう一人の黄葉の助言によって、イメージを得て能力を使えるようになる。「正」は「征」の原字であり、元は征圧の意を持つ。このことから、命令した事柄を相手に強制させる、行動強制の帳と同じ系統の力を使えるようになった。後に義眼を入れるようになる。
向井りょう（むかい りょう） 「囮」
4組の生徒。朝長に従う生徒の一人のはずだが、唯一朝長のことを「イヅルくん」と親密そうに呼び、朝長も彼女に対しては少し気にかけたような態度を取る。
実は朝長の幼馴染。朝長の少年期、楢鹿で死んだ兄の遺骨を探していた時に世話になっていた「向井先生」の姪で、毎日叔母の元へ通う朝長に何かを思ったのか、朝長に協力して遺骨探しを手伝うようになった。
骨探しを手伝ううちに、どのようなことがあったのかは不明だが、朝長の力に屈して力を貸す他の4組の生徒とは違い、唯一朝長のことを大切に思い、朝長を純粋に想って行動する。「夢」でもう一人の黄葉と朝長が戦った際には、黄葉の剣撃から朝長を庇って重傷を負い、朝長を逃がした。この時、黄葉に朝長を助けることを懇願している。
文字は「囮」。能力は対象の腕に腕輪を付け、その腕輪が対象に付いている間は対象周辺にいる者の攻撃全てが対象に向かう。これは触でも人間でも同じで、無作為に投げたゴミですら対象に向かう。攻撃力を持たないが、発動すればあらゆる攻撃が自分を襲わなくなるため、袴田の「蘇」に匹敵するほどの防御性能を見せる。腕輪は複数出すことが可能のようで、さらに地面に打ち込んだ楔、楔と腕輪を繋ぐ鎖とセットで出現させることもできる。効果は数時間経つと自動的に解かれる模様。
帳秀人（とばり ひでひと） 「操」
4組の生徒で、朝長の取り巻きの一人。
性格は非常に保身的で卑屈。言うことさえ聞いていれば、殺されないどころか守ってもらえることから、脅えながらも朝長に従っている。
袴田曰く、「どっかに消えたバカ思い出す（久我のこと）」「お前のことスゲー嫌い」。朝長との抗争の終盤では、尊川と鉢合わせ、「役立たず」と下に見るが、「正」の力で下される。「夢」では、ノア、尊川と組になるが、直前に尊川が朝長からの制裁覚悟で自分を巻き添えにしようとしたために、尊川に恐怖・狂乱する。その後、「夢」の本体に能力を使おうとしたため、ノアに手を射抜かれる。自業自得でしかも情けない面が目立ち、中々吉事に恵まれない。
文字は「操」。能力は対象の人の意識を奪い、意のままに操ること。しかし操る対象は一人に限られているらしい。
朝永がいなくなった後も、朝永に対して非常に怯えている様子で、教室で「待機」していたり、朝永の幻覚を見て、「変」の能力をもつ潤目に迫ったりと、普通に戻ったクラスにも馴染めないでいた。そんな最中の「国」出現において、朝永の幻覚を受け入れようとした結果、「国」の住人に文字と繋いだ兵器に改造されてしまい、辰巳によって絶命した。
潤目春臣（うるま はるおみ） 「変」
日向と同じく政府の調査員。温厚そうな雰囲気だが、徹底的な合理主義者で人の感情などを軽視して人間性がないとも評される。日向以上の知識の持ち主だが、立場は日向の予備人員でそのことを不満に感じており、宝来に抗議して日向と同じ権限を手に入れた。
元々楢鹿の卒業生だった母親の遺志を継いで、人の役に立つことを望んでいたが、空の島が見える人間として政府による行動規制や差別に遭って歪んでしまった。管理官の弟という立場から優遇されているにもかかわらず不満ばかり口にする日向を嫌っている。朝長のことは気に入っていた。文字は黄葉と同じく、「変」。文字に対する知識が黄葉以上なため物を変化させる死体に変るなど多彩な使い方をする。
広末信也（ひろすえ しんや）
4組の生徒で、朝長の取り巻きの一人。他の生徒と違い好きで朝長に協力している。入学式の日、朝長が服従を迫った際、最初に名乗りを上げた。同じ4組の生徒でも、未だに彼が文字を使っているところを見たことはないらしい。また、朝長の死後、意味ありげなシーンがあり、日向も彼を疑っている。実は潤目が変身した姿で本物の広末は楢鹿の生徒ではない。
大沢チサト（おおさわ チサト） 「刀」
ツインテールが特徴の少女。文字はアイラと同じく、「刀」。ただし形状は異なっており、2本の小太刀である。
朝長の命令により、同じ文字を持つアイラと朝長立ち会いのもと一騎討ちを行い、経験をイメージで補った戦いで勝利するかに思われたが、アイラの経験には敵わず、敗退した。その直後朝長に殺されになった所をアイラに救われ、「夢」の後に和解した。
尊川とは友達同士であり、離反した時も気に掛けていた。本来は面倒見の良い性格である様子。
香田（こうだ） 「壁」
文字は「壁」。日向曰く朝長の腰巾着だったが、彼の死後、今後どうやって自分達の罪を償っていくか考えていたり、朝長を庇って重傷を負ったりょうを看病したりと、根は真面目な様子。

### 5組
大高トウゴ（おおたか トウゴ） 「墨」
5組の生徒。「水」襲撃時に生き残っている5組の生徒の2人のうちの一人。
文字は「墨」。能力は筆で描いた線が墨になって敵を妨害するというもの、俳句を読むことによって対象になんらかの効果を与えることができる。
武林ナナ（たけばやし ナナ） 「討」
5組の生徒。「水」襲撃時に生き残っている5組の生徒の2人のうちの一人。勝気な性格。一人称は「オレ」。
文字は「討」。ナックルダスターを出現させ、打撃の攻撃力を格段に向上させる。

### その他の人物
ヤマ
楢鹿高校の理事長。本名、年齢、出身地一切不明。無数の文字を扱うことができる。楢鹿高校と共に現れ神を名乗り政府に様々な要求をした。理事長室で生徒たちが死ぬのを暇つぶしに見ている。息子のクリシュナによると現在のヤマは本物ではないらしい。「変」の文字でヤマの姿に変っており、本当の姿は黄葉たちと同世代の中性的な容姿。
正体はヤマの前に空島を治めていた神で少年の姿も他人の体を乗っ取っただけで本当の姿ではない。加虐愛が強く残忍で狡猾な男で退屈な空島を嫌い地獄を手に入れようとしたことで、神々に空島から追放されて肉体と記憶を失ったが、神の座に対する執着心だけは残り神に返り咲こうとする。
「国」で黄葉が神の力を継承するのを阻止する為、「国」の王を殺害して自らが「国」の主となる。クリシュナを殺害し梅里を操って黄葉を殺害しようとするが、本物のヤマから神の力を継承した黄葉に文字を破られて梅里に倒される。
御堂
1組の担任教師。常に厳しい表情をしている女性。クラスに関してあまり関心がないのか、係を決める際には「黒板消し係」や「毒味係」、「介錯係」などとんでもない係を作ったりしていた。実はクリシュナの母親。
水島 蛍
楢鹿高校の養護教諭。怪我をした生徒たちの姿を見るのは辛いらしく、まだ楢鹿高校の風習（？）に慣れているとは言えない。
宝来 遠子（ほうらい とうこ）
日向の姉で、楢鹿高校の管理官。日向の12歳上で、28歳前後だと思われる。
彼女自身も楢鹿の卒業生であり、偽ヤマから一目置かれていた様子。謎多き人物で、養子を含む彼女にとっての弟達は、日向を除いて全員死亡している。その他在学中にも何かしらの行動を起こしたと臭わせる節があったり、朝永の兄の死に関して何かを知っていたりと彼女に関しての伏線が非常に多い。
片桐 美晴（かたぎり みはる）
向井りょうの伯母。楢鹿の卒業生で宝来の同期。遺族を先導し楢鹿の実態を暴こうとするが、情報が遮断されて朝長と向井の状況が分からなくなり出頭する。
十 貞九郎（つなし さだくろう）
5組の担任教師。彼が受け持つクラスはなぜか短期間で生徒が全滅する「十の呪い」なるものが存在しており、一昨年は10日で全滅（彼曰く「新記録」）。そのため、給与を2割ほどカットされている。マイペースな性格で、呪いで生徒が死ぬことも大して気にした風ではなく生徒たちをイラつかせている。かわいくない猫（名はシジミ）を飼っている。
六道 紅子（ろくどう べにこ）
黄葉の母親。
黄葉の楢鹿入学後、老婆の姿で亡くなっていた。クリシュナと面識がある模様。
実際には、作中で黄葉達が生きている時代よりかなり昔の人物であり、空の島から落ちてきたクリシュナの頼みを聞いて、当時身ごもっていた黄葉に、クリシュナの魂を移した。
神の籍に準ずる者は、自然出産以外に手はなく、妊娠期間も人間より遥かに長いため、現代になって黄葉を出産した。
数十年の間身重であったことから、1年として同じ場所に住んでいられなかったようで、非常に苦難に満ちた人生であった。

## 作中用語
楢鹿高等学校（ならかこうとうがっこう）
本作の舞台である高等学校。1年制のため、全員が新入生である。
卒業するだけで、大学に行くこともなく官僚への道が開け、試験を受けずに国家公務員資格が得られる。在学中は、入学費から生活費まで必要経費は全て支給され、しかも入学に学力は要らず、「空に島が見える」という条件さえ満たしていれば、誰でも入ることができるという謎の学校。
一応、広報ポスターなどは作られ、各地の学校に貼ってあるようだが、あまりに良すぎる待遇や、「空の島」など、あらゆる意味で胡散臭いために、「空の島」が見えない者は冗談に受け取る。
確かに卒業すれば様々なものが得られるのだが、実際は後述の文字の力を与えられ、神触から生き残らなければならない命懸けのサバイバルを強要される、人道を外れた場所である。良すぎる待遇も卒業後の特典も、ひとえに「卒業できれば」の話である。完全寮制で、一度敷地内に入ると、一部の例外を除いて、卒業まで外に出ることは叶わなくなる。
神触によるサバイバル面が目立つが、学校なので、通常授業はある模様。また、衣食住はかなり良く、特に食事はかなり美味しい。寮は2人部屋。ただし、生徒が触でいなくなり、1人で住んでいる場合も多い。部屋の窓からは、触の不発を願って大量の逆てるてる坊主が吊るされる。日向曰く「恒例行事」。
空の島
空に浮かぶ島。普通の人間には見えないらしく、これが見えることが楢鹿高校への入学条件となる。
神触の発生に関わっているらしく、島が太陽と重なって影ができるときに触が起きる。これが条件となっているらしく、曇天、雨天など太陽に雲がかかっている状態では触は起きず、生徒は島の軌道や天候に注視する。また当然ながら、夜にも触は起きない。
神触（しんしょく）
通称「触」と呼ばれる現象。太陽と空の島が重なる時に発生する。空が曇り島が見えなくなると発生しない。
触にはそれぞれ「文字」があり、その文字によって発生する現象が違う。中には無害なものもあるが、そういったものはかなり珍しく、殆どが生徒たちを殺す凶悪な敵を出現させるものである。
通常型
通常に起こる触。「宴」など。
固定型
毎年決まった日に起こる触。「始」など。
隔離型
生徒数が3で割り切れる時に起こる触。3人一組でそれぞれ別の空間に飛ばされる。制限時間があり、空に浮かぶ文字盤に4つの零が並んだ時、試練は失敗となる。「龍」「夢」「復」など。
特殊型
一日やり過ごしただけでは終わらず、致命傷を負わせない限り、日々パワーアップして毎日現れる触。「水」など。
作中で発生した触の種類については下記を参照。
「文字」
楢鹿で生き抜き、神触と戦うための武器。
楢鹿の入学式の後、ホームルームで与えられる紙に漢字一文字を書き、その字を発声すると紙が弾け、体のどこかに刺青のような形で文字が現れる。
文字に対し、何らかのイメージを与えることで、その現象を起こすことができる（例として、「刀」なら刀が現れ、「炎」なら炎で攻撃できる）。
原則として文字は一人につき1つ。ある程度、文字とその力には体系図が出来ているようで、どんな文字にも限界や対策法があるようだ。
命簿
人の命を黄泉から引き戻す本。試練の書の一つで中心の穴に「覚」を入れることで発動し「複」が起こる。通常と違い別の空間に飛ばされずその場にいた全員が試練に参加する。試練に成功すると命簿の主が現れ、故人を蘇らせる代わりに誰かを死なせなければならないという等価交換の条件を叩き付けられる。
また、蘇った故人は、代わりに死んだ者の身代わり的な立ち位置になっているらしく、文字を受け継ぐ他、意思の疎通などもできる様子。

## 蝕
始
初日に登場した固定型の蝕。4本足の恐竜のような姿をしており、大きな眼と顎を持ち、「文字」の臭いに反応して襲ってくる。主にその大きな顎で噛みついてくる。数も多く、入学者204名中96名が死亡した。
龍
隔離型の蝕。本体の龍は空間の中にある出口で扉と一体化しており、訪れた者に試練を与える。試練は龍の体内にある鍵を「技」、もしくは「力」を用いて奪うこと。また、龍は3人のうち一人に嘘の情報を教え、惑わす。試験中、龍が黒く腐食することがある。これは試練を与える龍ではなく、人道を踏み外した者に罰を与える。出口の扉は、試練が終われば「合」の印がつき、試験中なら白いまま。また黒くなる場合もある。これは中の者が龍に負けた、もしくはそれ以外の理由で出られなくなったことを表し、「開かずの扉」と呼ばれる。この扉から出てきた者は今まで一人もいなかったが、黄葉がその最初の者となった。
宴
通常型の蝕で今年初めて現れた。八仙のような風貌の巨人達が現れ、酒を飲み続ける。そして生徒にお酌をするよう言い、従ってお酌する者には何もせず、優しげな態度で接するが、宴の邪魔をする者がいた場合、表情が一変、念力のようなもので邪魔者の頭部を破壊する。
水
特赦型の蝕。空の波紋から魚の骨のような化け物が降ってくる。致命傷を負わせるには、水の反対要素である「火」や「焼」、「燃」などで攻撃しなければならない。当初は為す術なしかと思われたが、「炎」を持つ坂崎の存在が発覚。坂崎に戦うよう生徒が交渉するが、坂崎がそれに応じなかったため、4組の生徒が「壁」、「囮」の力を使って坂崎と早乙女を隔離、拘束し、強制的に戦わせる。「囮」の力により、「水」の攻撃が2人に集中し、早乙女が「音」の力で応戦している間に、坂崎が炎を使おうと試みる。だがなんとか炎が具現化し出したところで、早乙女が「水」に殺されてしまう。それにより坂崎が激昂し、力を解放。炎が天まで届き、「水」は撃破される。
夢
隔離型の蝕。3人一組でそれぞれ別の空間に飛ばされる、と「龍」の時と同じであるが、ただ一つ異なるのは、夢の世界にいるのは「精神体」であるということ。「実体」は学校にそのまま残されている。こういう場合蝕は「術者」である可能性が高い。本体の夢は髪が長く、薄気味悪い笑いをする女。日向曰く「色々な文字で対抗した話はあるが奴には何もきかない」「手を出せば即座に反撃喰らって瞬殺される」夢は自分を倒すよう挑発をしかけてくるがそこで攻撃してはいけない。夢の言葉を無視してじっと待っていると「悪夢」の塊を出し悪夢を見せる。そこでも変に対応してはいけない。それが終われば諦めて自分の中へ引きずり込む。夢に呑み込まれた後は3人バラバラで出口へ向かわなければならない。
復
隔離型の蝕。死者の番人をつるした魚のような主を中心に沢山の死人の像で構成された世界。空洞となっている像の中から光っている玉を3つ探しだし石碑に納めなくてはならない。ただしその像の目を長時間見つめ続けるとその人の過去に引きずり込まれ、その人と同じ死に方で死亡してしまう。六道は引きずり込まれかけたが、すんでのところで日向が像を壊して助ける。像は脆く壊すことができるが、一体破壊する毎に死者の番人が一体ずつ襲ってくる為やっかいである。命簿を使うと発生する。
花
特殊型の蝕。始めは一本の巨大な花であり、ほのかに桃の香りがする。そのままでも襲ってくることはなく、物理的な攻撃（「変」で変化させた剣による斬撃や、「炎」による焼却。）も効かない。一定時間経つと一度に大量の「種」を放出し、触れてしまうとそのまま体に宿る。「種」は一定時間たつと文字の力を養分とする「芽」となり、その状態で文字の力を使ってしまうと一気に「芽」が成長して体から「花」が咲いてしまう。また「芽」がでる場所によって、体にでる症状は様々である。対抗策は「薬」などで作った除草剤を1日目の「花」に使うこと。作中では2日目以降校庭が「花」で埋め尽くされてしまっており、1日ごとに物凄い勢いで増えていく模様。
且
通常型の蝕。頭上に台を備えたような怪物である。元来「且」には、神に生贄を捧げるための台という意味があり、頭上の台に生徒を捧げると「俎」に転じて消える。「始」と同じようにただ捕まらないようにするだけでいいのだが、捕まってしまうと、先から数本に別れる牙のようなものが生えた腕で押しつぶされてしまう。
国
特殊型の蝕。隔離型の性質を併せ持っている。全員が同じ場所に飛ばされるものの、それぞれが分けられたエリアに3人ずつで配置されており、そのエリアに対応した試練をクリアしていき、終焉に向かう「国」を救うというもの。エリアには2種類あり、塔の前にたくさんの門が立ち並ぶ「最終エリア」とそれ以外の「通常エリア」に別れている。まず、通常エリア内にてそれぞれが与えられた試練に挑戦し、それぞれの合否が決した時点で最終エリアの門が一つずつ消えていく。門が全て消えた時点で最終エリアの塔の試練をクリアすることで、蝕自体をクリアできる。生徒全員の総合力が問われるが、既出頻度が高いため、大体の対策は立てられる模様。
裁
固定型の蝕。人を殺害すると、裁きを下される。裁きを受けたものは、地獄へ落ち、その後は作品が出ていない。

## 書誌情報
第2巻まではガンガンウイングコミックスとして刊行されていたが、掲載誌の移籍に伴い、3巻以降はガンガンコミックスONLINEにレーベルが変更されている。
- 宮条カルナ『アホリズムaphorism』スクウェア・エニックス〈ガンガンコミックスONLINE〉→〈ガンガンコミックスONLINE〉、既刊16巻（2025年3月12日現在）
  1. 2008年10月27日発売[3]、ISBN 978-4-7575-2416-3
  2. 2009年2月27日発売[4]、ISBN 978-4-7575-2503-0
  3. 2009年5月22日発売[5]、ISBN 978-4-7575-2567-2
  4. 2009年10月22日発売[6]、ISBN 978-4-7575-2698-3
  5. 2010年3月20日発売[7]、ISBN 978-4-7575-2822-2
  6. 2010年9月22日発売[8]、ISBN 978-4-7575-2994-6
  7. 2011年5月21日発売[9]、ISBN 978-4-7575-3227-4
  8. 2012年1月21日発売[10]、ISBN 978-4-7575-3442-1
  9. 2012年9月22日発売[11]、ISBN 978-4-7575-3666-1
  10. 2013年5月22日発売[12]、ISBN 978-4-7575-3965-5
  11. 2014年1月22日発売[13]、ISBN 978-4-7575-4132-0
  12. 2014年8月22日発売[14]、ISBN 978-4-7575-4390-4
  13. 2015年3月20日発売[15]、ISBN 978-4-7575-4554-0
  14. 2016年3月22日発売[16]、ISBN 978-4-7575-4910-4
  15. 2022年9月12日発売[1]、ISBN 978-4-7575-8136-4
  16. 2025年3月12日発売[17]、ISBN 978-4-7575-9740-2
  17. 2025年3月12日発売[18]、ISBN 978-4-7575-9741-9